# Isoplenia trisinuata
Isoplenia trisinuata är en fjärilsart som beskrevs av W. Warren 1897. Isoplenia trisinuata ingår i släktet Isoplenia och familjen mätare. Inga underarter finns listade i Catalogue of Life.